# Kasr-e Āşef
Kasr-e Āşef (persiska: كَصر آصِف, خاسراس, كَسراسِت, Kaşr-e Āşef, کسر آصف) är en ort i Iran.   Den ligger i provinsen Markazi, i den nordvästra delen av landet, 190 km sydväst om huvudstaden Teheran. Kasr-e Āşef ligger 1 630 meter över havet och antalet invånare är 465.
Terrängen runt Kasr-e Āşef är kuperad.Runt Kasr-e Āşef är det glesbefolkat, med 20 invånare per kvadratkilometer. Närmaste större samhälle är Fardeqān, 4,3 km öster om Kasr-e Āşef. Trakten runt Kasr-e Āşef består i huvudsak av gräsmarker.